# François Corteggiani
Pour les articles homonymes, voir Corteggiani.
François Corteggiani est un scénariste de bande dessinée et dessinateur français, né le 21 septembre 1953 à Nice et mort le 21 septembre 2022 à Carpentras. Il signe également sous le nom de Pujol, ou encore de Kort dans l'Humanité.

## Biographie

### Carrière
Né à Nice en 1953, François Corteggiani s'installe en 1972 à Paris, où il commence par travailler dans la publicité et l'illustration dans divers journaux. Il débute dans la bande dessinée au sein d'une petite maison d'édition lyonnaise pour laquelle il livre un peu plus de 1 000 planches en deux ans.
Après un passage éclair chez Spirou[Quand ?], il entre au journal Pif Gadget[Quand ?] où il crée notamment les personnages du Professeur Belpomme et Krapulax.
Il crée également la série Pastis et, avec Pica, les séries Marine et Smith & Wesson[Quand ?] .
En 1981, pour Glénat, toujours avec Pica, il reprend les séries Bastos et Zakousky et Chafouin et Baluchon pour les journaux Circus et Gomme !. Après l'arrêt de Gomme !, il participe au mensuel Vécu en scénarisant De silence et de sang pour Marc Malès et Le Casque et la fronde pour Walter Fahrer.
Au début des années 1980, il travaille pour le journal allemand Zack (Super As) pour lequel il écrit Peter O'Pencil que dessine Giorgio Cavazzano avec qui il fera ensuite Capitaine Rogers pour le Giornalino de Milan ainsi que Timothée Titan d'abord pour les Éditions Hachette puis pour la société Strip Art Features.
Depuis 1984, il collabore au Journal de Mickey, où il anime avec Pica les gags de L'École Abracadabra (le rédacteur en chef du secteur bandes dessinées est depuis peu son ami Jean-Luc Cochet, ex scénariste à Pif gadget). Tandis qu'ils continuent ensemble la série Marine, il travaille avec Philippe Bercovici pour Glénat. Depuis la mort de Jean-Michel Charlier c'est lui qui a repris les scénarios de La Jeunesse de Blueberry dessinée par Colin Wilson avec qui il a créé la série Thunderhawks pour Soleil Productions.
En 2004, il est le rédacteur en chef BD de la nouvelle version de Pif Gadget (parue de 2004 à 2008). Dans la même période, il lance également un petit magazine pour la jeunesse, Glop Glop.
Il s'installe à Carpentras. C'est le fruit d'un hasard et la découverte d'un univers. « Il y a plus de vingt ans, je voulais quitter Paris. La voiture d'un ami, un dessinateur belge, a rendu l'âme sur le chemin de la Côte d'Azur, à Carpentras. Je me suis dit que c'était un signe du destin, je l'ai rejoint. Je suis resté pour mes enfants, et aussi parce que j'ai trop de livres pour déménager! C'est une région qui pourrait vraiment être intéressante si les gens se bougeaient davantage ! C'est pourquoi j'ai créé le Bistro BD il y a trois ans. »
Le premier Bistro BD de Carpentras se déroule en 2005, pendant un week-end d'automne au Jardin des Glaces. À son invitation, une vingtaine d'amis, auteurs et illustrateurs, se retrouvent à Carpentras pour accueillir les passionnés et les autres. Depuis les rencontres se font simplement, sans protocole, et le plus souvent autour d'un verre de Ventoux.
Le 22 septembre 2012 débute le 7e Bistro BD. Plus de 20 auteurs y participent dont Caza, Florence Cestac, Jocelyne Charrance, Pierre Dubois, Herlé, André Houot, Michel Jans, Philippe Luguy, Michel Plessix, Georges Ramaïoli, Brice Tarvel et André Taymans. Dans ce cadre, la Maison des jeunes et de la culture accueille, du 20 septembre au 16 octobre, une exposition sur Ned Kelly, intitulée Histoire d'un album, avec des dessins de Mankho et un scénario de François Corteggiani.
Depuis l'été 2015, au sein du nouveau magazine Super Pif il écrit les scenarios des Aventures de Pif le chien dessinées par Richard Di Martino, de Placid et Muzo dessinées par Netch, et d'autres série comme Kid Franky dessinée par Herlé…
Sous la signature transparente de Kort, il poursuit pour L'Humanité la publication quotidienne de "Pif".

### Mort
François Corteggiani meurt à Carpentras le 21 septembre 2022, le jour de son soixante-neuvième anniversaire,.

## Engagement politique
En 2012, François Corteggiani soutient Jean-Luc Mélenchon, candidat du Front de gauche à l'élection présidentielle.
Le 11 juin 2015, il est condamné en première instance par le tribunal correctionnel de Carpentras pour avoir caricaturé Hervé de Lépinau, avocat au barreau de Carpentras et représentant local du parti Front national – Rassemblement bleu Marine, en lapin. Ce dernier reprochait la diffusion d’un journal satirique tiré à 85 exemplaires et diffusé sur le marché de Carpentras, durant la campagne municipale de 2014, à l'avant-veille de l'élection. Le candidat frontiste y était croqué sous le nom d’Hervé le Lapinot et les termes « salopards », « scélérats » et « imbéciles » y qualifiaient des militants frontistes. Au terme du procès, François Corteggiani écope de 3 000 euros d’amende, 3 000 euros de dommages et intérêts et 1 500 euros pour les frais de justice. Tandis que Charlie Hebdo et L'Humanité lui témoignent de leurs soutiens après le verdict, il fait appel de la décision. En 2017, il est relaxé devant la Cour de cassation.

## Œuvre

### Comme dessinateur
- Chirac dans tous ses états, Pictoris Studio, 1997
Scénario et dessin : François Corteggiani et Cie - (ISBN 2-84153-085-X)

### Comme scénariste

#### Roman graphique
- Le Bossu, Glénat, « Vécu », 1997
Scénario : François Corteggiani - Dessin : Norma - (ISBN 2-7234-2468-5)

- Contes et Légendes de Provence - Les belles histoires de Mémé Tapenade, Tartamudo, 2024

Scénario :  François Corteggiani et Herlé - Dessin : Herlé -  (ISBN 2-910867-97-8)
- La Créature des ténèbres[13], Comics Factory, 1992
Scénario : François Corteggiani - Dessin : Pierre Tranchand

- Crin-Blanc, Hachette, 1998
Scénario : François Corteggiani - Dessin : Michel Faure - (ISBN 2-7316-0539-1)

- Le Guerrier de l'Arc-en-ciel, Novedi, 1987
Scénario : François Corteggiani - Dessin : Víctor de la Fuente - (ISBN 2-8039-0042-4)

- L'Homme à la tête de fer, Grand West Éditions, 2012
Scénario : François Corteggiani - Dessin : Mankho - (ISBN 979-1-09-146808-4)

- L'Île au trésor, Dargaud, 1991
Scénario : François Corteggiani - Dessin : Michel Faure - (ISBN 2-205-04038-3)

- Kostar le magnifique, Soleil Productions, « Rascal », 1991
Scénario : François Corteggiani - Dessin : Alain Sirvent - (ISBN 2-87764-068-X)

- Monster Motel, Bamboo, 1999
Scénario : François Corteggiani - Dessin : Pierre Tranchand - (ISBN 2-912715-10-5)

- L'Ombre de l'ours, Théloma, 2005
Scénario : François Corteggiani - Dessin : Michel Faure - (ISBN 2-84998-026-9)

- Orféa, Le dernier cercle de l'enfer[14], Dargaud, 2014
Scénario : François Corteggiani - Dessin : Emanuele Barison - (ISBN 978-2-205-05660-0)

- Le Passager du temps, Glénat, 1983
Scénario : François Corteggiani et Robert Guénin - Dessin : François Bourgeon - (ISBN 2-7234-0335-1)

- Patrick Colson : Opération avalanche, Glénat, 1996
Scénario : François Corteggiani - Dessin : Rachid Nawa

- Raimond le Cathare, Milan, 2004
Scénario : François Corteggiani - Dessin : Michel Suro - (ISBN 2-7459-0923-1)

- Robin des bois, Dargaud, « Mikado », 2000
Scénario : François Corteggiani - Dessin : Sara Storino - (ISBN 2-908803-54-2)

- Robinson et Zoé, Glénat, 1984
Scénario : François Corteggiani - Dessin et couleurs : - (ISBN 2-7234-0422-6)

- Les Secrets d'une négociation, Glénat, « Le Creuset - La Voix Des Cadres », 1997
Scénario : François Corteggiani - Dessin : Emmanuel Lepage

- Silex et Boa, Glénat, « Concept », 1989
Scénario : François Corteggiani - Dessin : Philippe Bercovici

## Récompense
- Prix Polar (Cognac) 2004 : meilleur Album BD Série pour le premier tome d'Ultimate Agency[21].